# Prikkeldraad in de prairie
Prikkeldraad in de Prairie (Des barbelés sur la prairie) is het negenentwintigste album in de stripreeks Lucky Luke. Het verhaal werd geschreven door René Goscinny en getekend door Morris. Het album werd in 1967 uitgegeven door Dupuis.

## Inhoud
De rijke veefokkers laten hun runderen, gedreven door cowboys, rechtdoor over de prairie lopen. Dat daarbij landerijen en gewassen van boeren worden vernield interesseert hen niets. Dit wekt irritatie op bij boer Vernon Felps, die zijn beklag doet bij de betrokken veefokker Cass Casey. Casey is echter niet voor rede vatbaar, en daarom besluit Felps zijn terrein af te bakenen met prikkeldraad. Een levensgevaarlijke onderneming, aangezien de invloedrijke veefokkers dit als een belediging zien. Lucky Luke hoort van de situatie en heeft bewondering voor Felps' moed. Daarom besluit hij hem te helpen. Casey is woedend en doet er alles aan om Felps van de prairie te verdrijven, maar tevergeefs. Als Casey hulp vraagt aan andere veefokkers, besluit Felps, geholpen door Lucky Luke en andere boeren, de veefokkers tot een ultimatum te dwingen door hen te belegeren. Uiteindelijk gaan Casey en de andere veefokkers overstag en komt er een compromis tussen de veefokkers en de boeren. De problemen zijn weer opgelost en Lucky Luke gaat er weer vandoor.